# Erlin García
Pour les articles homonymes, voir García.
García  Sánchez est un nom espagnol. Le premier nom de famille, en général paternel, est García ; le second, en général maternel, souvent omis, est Sánchez.
Erlin Antonio García Sánchez, né le 15 juillet 1983, est un coureur cycliste dominicain. Son palmarès comprend plusieurs titres de champion de République dominicaine.

## Palmarès et résultats

### Par année
- 2020
  -  Champion de République dominicaine du contre-la-montre[1]
  - 2e du championnat de République dominicaine sur route
- 2022
  -  Champion de République dominicaine du contre-la-montre
- 2023
  -  Champion de République dominicaine du contre-la-montre
- 2025
  -  Champion de République dominicaine du contre-la-montre

### Classements mondiaux
| Année            | 2023 |
| ---------------- | ---- |
| UCI America Tour | 229e |